# Aittosenjärvi
Aittosenjärvi är en sjö i kommunen Ilomants i landskapet Norra Karelen i Finland. Arean är 39 hektar och strandlinjen är 3,02 kilometer lång. Sjön  ingår i Vuoksens huvudavrinningsområde.   Den ligger omkring 81 kilometer nordöst om Joensuu och omkring 450 kilometer nordöst om Helsingfors. 